# یواس‌اس یانکی (۱۸۶۱)
یواس‌اس یانکی (۱۸۶۱) (به انگلیسی: USS Yankee (1861)) یک کشتی بود که طول آن ۱۴۶ فوت (۴۵ متر) بود. این کشتی در سال ۱۸۶۰ ساخته شد.